# وندرسون
وندرسون (انگلیسی: Wanderson؛ زادهٔ ۷ فوریهٔ ۱۹۹۱) بازیکن فوتبال اهل برزیل است.
از باشگاه‌هایی که در آن بازی کرده‌است می‌توان به باشگاه فوتبال کورینتیانس اشاره کرد.